# 니케아 공방전 (1328-1331년)

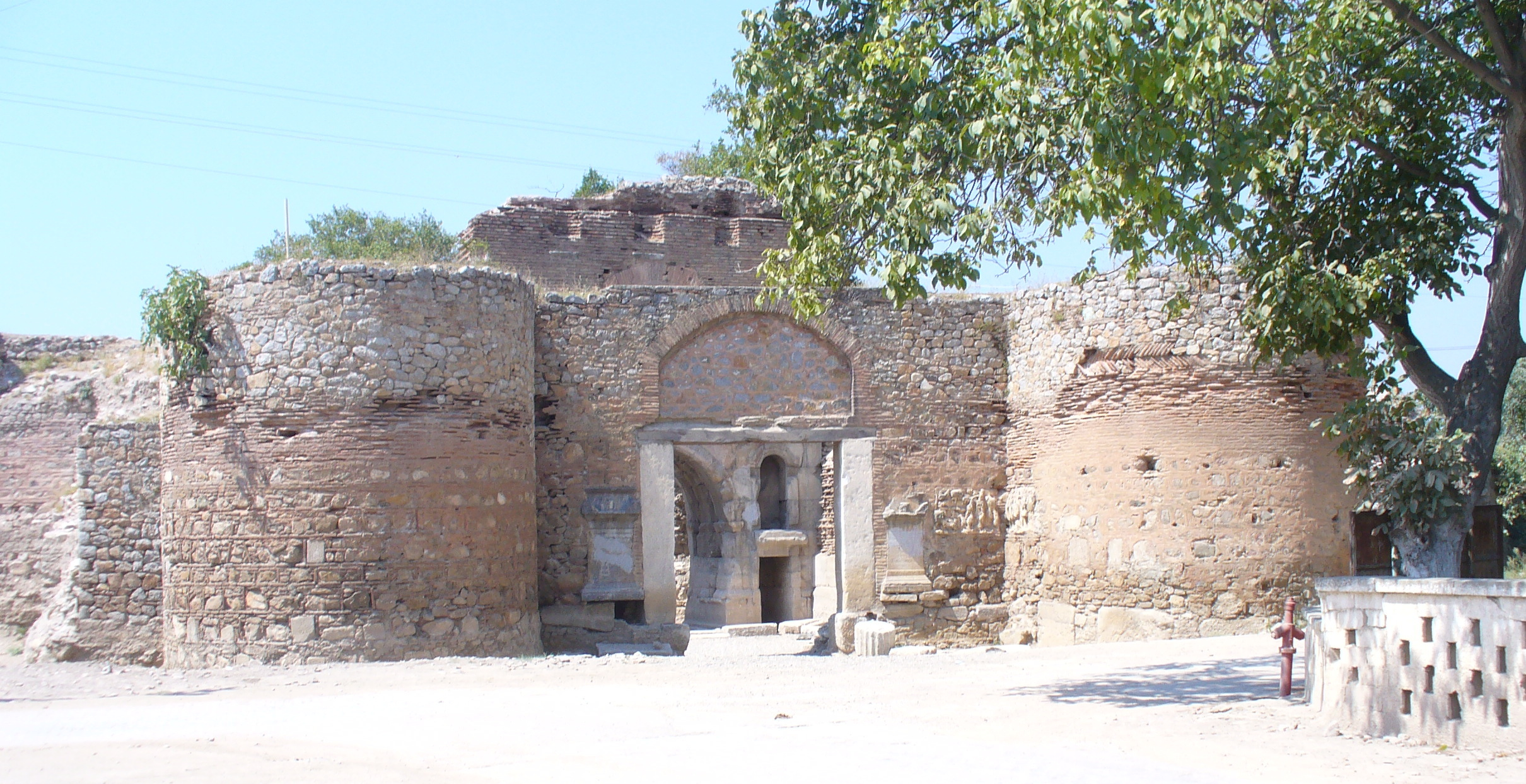

니케아 공방전은 1328년부터 1331년까지 오르한 1세의 군대에 의해 일어났다. 오스만 튀르크인은 비잔티움 그리스인의 핵심 도시들을 정복하게 되었다. 이 공성전은 오스만 베이국의 팽창에 중요한 역할을 했다.

## 배경
라틴 제국으로부터 콘스탄티노폴리스를 탈환한 후, 비잔티움 그리스인들은 그리스에 대한 지배력을 회복하는 데 힘을 쏟았다. 아나톨리아의 동부 전선으로부터 펠로폰네소스반도로 군대를 데려와야 했는데, 아나톨리아에 있는 비잔티움 제국이 어떤 땅을 가지고 있던지 이제 오스만군의 습격에도 무방비하다는 참담한 결과가 초래되었다. 습격 빈도가 증가함에 따라 비잔티움 제국은 아나톨리아에서 철수했다.

## 공방전
1326년까지 니케아 주변의 땅은 오스만 1세의 손에 넘어갔다. 그는 또한 현 부르사를 점령하여 위험할 정도로 비잔티움 제국의 수도 콘스탄티노폴리스와 가까운 곳에 수도를 세웠다. 1328년 오스만 1세의 아들인 오르한 1세는 1301년부터 간헐적으로 봉쇄되어 온 니케아의 포위작전을 시작했다. 오스만 베이국은 호숫가의 항구를 통한 마을로의 접근을 통제하는 능력이 부족했다. 그 결과 포위는 성과도 없이 몇 년을 질질 끌었다.
1329년, 안드로니코스 3세는 포위망을 뚫으려 했다. 그는 병사들을 이끌고 니코메디아와 니케아 양쪽에서 오스만 베이국을 몰아냈다. 그러나 몇 번의 사소한 성과 후, 상황은 펠레카논 전투로 역전되었고 결국 철수했다. 제국군이 국경의 회복과 오스만 베이국을 몰아낼 수 없다는 것이 확실해질 때 즈음인 1331년 도시가 함락되었다.

## 유산
니케아는 이전에 튀르크인들의 수중에 있었다. 1097년 비잔티움 제국은 외교를 통해 제1차 십자군으로 재조명되었다. 1204년부터 1261년까지 라틴 제국 시대에 니케아 제국 황제들의 수도 역할을 했었다. 오스만 베이국에게 함락당할 당시 제국에서 가장 중요한 아나톨리아의 도시였다. 오스만 베이국의 정복 전쟁은 계속되었고 니코메디아는 1337년에 멸망했다. 따라서 알렉산드리아 정복 이후 그리스-로마인의 통치하에 오랫동안 있던 이 니케아의 역사는 니케아 공의회를 포함하여 돌이킬 수 없게 끝났다.

## 같이 보기
- 니케아 공방전
- 비잔티움 제국
- 오스만 베이국